# QVC6
QVC6 è il sesto mixtape del rapper italiano Gemitaiz, pubblicato il 20 novembre 2015 dalla Tanta Roba.

## Tracce
1. Intro QVC6 – 2:31
2. Con me – 2:30
3. Falsità e cortesia RMX (prod. Big Joe) – 3:11
4. Fabio Volo (prod. 2nd Roof) – 3:25
5. Lo faccio bene (feat. Jack the Smoker, Achille Lauro) – 3:21
6. Dove stanno – 3:47
7. Pow Pow (feat. Kill Mauri) – 3:26
8. Hangover (prod. Frenetik & Orang3) – 4:11
9. Dancing with the Devil (feat. Bassi Maestro, Mondo Marcio) – 4:11
10. R.A.I.S.C.F. – 2:01
11. Si va pt. 2 (feat. Gemello, MysticOne) – 3:31
12. Stò in giro (fratè è un sacco) – 2:56
13. Questa giornata (feat. Jhonny Marsiglia, Ensi) (scratch DJ 2P) – 3:06
14. Inedito (feat. MadMan, Pedar Poy) (prod. Mixer T) – 3:45
15. Outro (certe volte) – 2:56
16. Non ti piace (Bonus Track) (prod. Mixer T) – 3:34